# Malaia alticola
Malaia alticola är en skalbaggsart som beskrevs av Ohaus 1923. Malaia alticola ingår i släktet Malaia och familjen Rutelidae. Inga underarter finns listade i Catalogue of Life.